# Ibrahim Eltayeb
Pour les articles homonymes, voir Eltayeb.
Ibrahim Abdelrazzak Eltayeb (arabe : ابراهيم عبد الرزاق الطيب ) est un mathématicien soudanais et professeur de mathématiques appliquées à l'université de Nizwa à Oman. Il est membre de l'Académie africaine des sciences, de la Royal Astronomical Society, de l'Académie mondiale des sciences (TWAS) et de la Royal Society of Edinburgh.

## Enfance et formation
Eltayeb est né dans un village au bord du Nil, à environ 500 km au nord de Khartoum au Soudan, où il fréquente les écoles publiques. Il étudie au Royaume-Uni grâce à une bourse et a obtenu un Bachelor of Science (B.Sc.) en mathématiques de l'université de Londres en 1968. En 1972, il obtient son doctorat en mathématiques à l'université de Newcastle upon Tyne,, sous la direction de Paul H. Roberts. 

## Carrière et recherche
Eltayeb commence comme maître de conférences à l'université de Khartoum en 1972 et il est promu professeur en 1980. Il est doyen de la Faculté des sciences mathématiques de l'université de 1982 à 1984. En 1986, il rejoint l'université Sultan Qaboos à Oman, où il crée le Département de mathématiques et d'informatique qu'il dirige de 1988 à 1998. Par la suite, il est professeur de mathématiques appliquées à l'université de Nizwa (en) à Oman. 
Eltayeb publie plus de 50 articles dans des revues, principalement dans les domaines de la géophysique, du géomagnétisme et de l'aéronomie. Il a également développé des modèles et des méthodes mathématiques pour étudier les profondeurs de la Terre. 

## Prix et distinctions
Eltayeb est élu membre de l'Académie africaine des sciences en 1986, de la Royal Astronomical Society de Londres en 1988, de l'Académie mondiale des sciences (TWAS) en 1996 et de la Royal Society of Edinburgh en 2012. Il est lauréat du prix TWAS en mathématiques en 1995 et il reçoit le prix COMSTECH (en) en mathématiques en 2007,,. Il siège au comité exécutif de l'Association internationale de géomagnétisme et d'aéronomie (IAGA) de 1991 à 1999 et il préside la division scientifique I de l'IAGA sur les champs internes et les variations séculaires de 1999 à 2003. Il est membre du conseil de l'étude de l'intérieur profond de la Terre (SEDI) depuis 1987 et il est membre du comité de remise du prix international de mathématiques de la TWAS de 1998 à 2006.